# فيليب كلارك (رجل أعمال)
فيليب كلارك (بالإنجليزية: Philip Clarke)‏ هو شخصية أعمال ورائد أعمال بريطاني، ولد في 8 مارس 1960 في ليفربول في المملكة المتحدة.